# Десмостилюсы
Десмостилюсы, или десмостилы (лат. Desmostylus), — род вымерших млекопитающих из семейства Desmostylidae отряда десмостилий, живших в олигоцене — миоцене (33,9—5,333 млн лет назад).

## Описание
Десмостилюсы были похожи на современных бегемотов. Достигали длины в 1,8 м и веса в 200 кг. У них был короткий хвост и  мощные ноги, оканчивающиеся четырьмя копытами на каждой. Обе челюсти десмостилюсов были вытянуты, из них вперёд выпирали  удлиненные клыки и резцы.
Скорее всего десмостилюсы были полностью водные животные. Учёные полагают, что они жили на мелководье в прибрежных районах, обычно на глубине менее 30 м. Недавнее исследование изотопов костей показывало, что Desmostylus, скорее всего жили (или проводили много времени) в пресноводных экосистемах или в эстуариях рек, добывая водные растения.
Менее плотная и, следовательно, лёгкая костная структура позволяет предположить, что десмостилюсы активно плавали, питаясь в приповерхностных водах, в отличие от других десмостилий, которые в основном медленно плавали и (или) ходили по дну, кормясь морскими травами и водорослями.

## Палеоареал
Ископаемые остатки обнаружены на побережье северной части Тихого океана: на востоке от штата Нижняя Калифорния (Мексика) через штаты Калифорния, Орегон до Вашингтона (США) и на западе от префектуры Симане (остров Хонсю) через Хоккайдо (Япония) до Сахалина (Россия).

## Классификация
В роде было описано несколько видов, но с 1996 года все они сведены в синонимы к типовому виду Desmostylus hesperus Marsh, 1888. В синонимику вида входят следующие биномены:
- Desmostylella typica Nagao, 1937
- Desmostylus californicus Hay, 1923
- Desmostylus cymatias Hannibal, 1922
- Desmostylus japonicus Tokunaga & Iwasaki, 1914
- Desmostylus minor Nagao, 1937
- Desmostylus mirabilis Nagao, 1935
- Desmostylus watasei Hay, 1915